# Endless Legend
Endless Legend — компьютерная игра в стиле фэнтези и в жанре пошаговая 4X-стратегия, созданная Amplitude Studios и изданная Iceberg Interactive для Microsoft Windows и macOS в сентябре 2014 года. Целью партии является достижение территориального, научного или дипломатического превосходства. Игра получила шесть основных дополнений — Guardians, Shadows, Shifters, Tempest, Inferno, Symbiosis.

## Разработка
Фракция Культистов была придумана членами сообщества Games2Gether, созданного Amplitude Studios.

### Дополнения
В октябре 2016 г. вышло дополнение Tempest (рус. Буря), добавившее новую основную (Моргоры) и малую (Фоморы) фракции и внёсшее серьёзные изменения в игре на морских и прибрежных территориях.
В августе 2018 года вышло разработанное аргентинским разработчиком NGD Studios и Amplitude Studious дополнение Inferno, добавившее новую основную фракцию Капаку и внёсшее изменения в баланс и интерфейс, к которым относится новый игровой режим Затмений Праха.
24 января 2019 года вышло разработанное NGD и Amplitude дополнение «Symbiosis», добавившее новую основную фракцию Микара и новую игровую механику в виде Орканов. Эти сильные существа периодически выходят из подземелий на поверхность и подчиняют себе целые регионы, игроки могут уничтожить или подчинить этих существ.

## Сюжет
Действие разворачивается на планете Аурига в той же игровой вселенной, что и в играх Endless Space и Dungeon of the Endless. Каждая из рас имеет собственную сюжетную ветвь, основанную на квестах.

### Игровой процесс
В качестве игровой валюты используется Прах. Также есть очки престижа и исследований.
Карта мира разделена на крупные регионы - провинции, в каждой из которых может быть только один город и 1-3 поселения младшей расы. При получении контроля над ней игрок получает доступ ко всем её полезным ископаемым. Города в дальнейшем могут расширяться за счёт возведения новых районов. В океанах расположены морские крепости, контроль над которыми даёт игроку контроль над этим пространством (по аналогии с наземной провинцией) и получение разнообразных бонусов. На морских клетках действуют погодные эффекты (бури, дожди, туман), влияющие на проходящие корабли и юниты во время морских битв.
На игровой процесс влияет местная природа, имеющая два времени года — лето и зиму, — влияющие как на войска, так и на генерацию ресурсов. Через определённое количество ходов на Ауриге наступает зима, оказывающая отрицательное влияние на многие аспекты игры.
Важную роль играет дипломатия, совершение какого-либо поступка в этой сфере стоит определённую сумму дипломатических очков. В игре существует шесть технологических эпох, достижение которых возможно после изучения заданного числа улучшений. Неизвестные знания из уже изученных эпох можно обрести и на более поздних этапах, но их цена будет уже больше.
Боевая система сходна с Endless Space. Сам бой разделён на несколько фаз: подготовительную, приказную и активную. Игрок может расставить отряды (собственные войска из пехоты, стрелков/магов, конницы/авиации и подразделений союзных младших рас) и указать цели для нападения, очередность зависит от показателей инициативы. Игрок также может создать собственные виды войск, используя встроенный менеджер. Герои способны управлять армиями и городами, за счёт чего получают опыт, новые умения и возможность применять броню и артефакты.

### Игровые фракции
Пользователю доступно тринадцать игровых рас, существенно отличающихся по способу ведения игры и обладающих уникальными механиками:
- Аллаи (англ. Allayi) — появились в дополнении «Shifters», меняют свои способности в зависимости от сезона.
- Владыки праха (англ. Broken Lords) — средневековое общество, с сильно развитыми понятиями о рыцарстве и чести. В результате катаклизма утратили человеческий облик, продолжив существование в виде духов в собственных доспехах. Живут за счёт потребления Праха.
- Дикие ходоки (англ. Wild Walkers) — бывшие жители лесов, добившиеся единения с окружающим миром, которое активно используют для создания городов и в военном искусстве.
- Драккены (англ. Drakken) — драконообразная раса, имеющая преимущества в науках и дипломатии за счёт своей долгой истории.
- Забытые (англ. Forgotten) — появились в дополнении «Shadows», активно применяют шпионаж.
- Капаку (англ. Kapaku) — вынужденные покинуть свою родную вулканическую планету, Капаку прибыли на Ауригу с твердым намерением создать здесь рай огня и пепла.
- Кочевые кланы (англ. Roving Clans) — народ путешественников и купцов, основавших собственные города на спинах гигантских скарабеев. Сторонники миролюбивой политики, из-за чего не способны объявлять войны.
- Культисты (англ. Cult of the Eternal End) — секта Культа Вечного Конца, управляемая древними существами эпохи Вечных. Поклялись уничтожить следы Вечных на этой планете.
- Микара (англ. Mykara) — раса разумных грибов, распространяющих своё влияние с помощью мицелия.
- Моргоры  (англ. Morgawr) — морские создания, которые хотят захватить сушу. Владеют телепатией, с помощью которой могут подчинять своей воле других созданий.
- Неистовые маги (англ. Ardent Mages) — народ магов и волшебников, использующих собственные страдания для наложения разнообразных заклинаний. Единственные могут применять заклинания на глобальной карте, а также влиять на население с помощью обелисков.
- Некрофаги (англ. Necrophages) — рой ненасытных существ, рассматривающий все остальные расы в качестве пищи.
- Хранители (англ. Vaulters) — потомки космических поселенцев, активно применяют продвинутые технологии.

Также игрок может создать собственную фракцию, используя юниты и историю уже имеющихся.
Помимо них существуют малые расы, поселения которых после присоединения дадут определённое преимущество и боевого юнита. Игрок может завоевать их или договориться о союзе через дипломатию.

## Приём
| Сводный рейтинг | Сводный рейтинг |
| Агрегатор       | Оценка          |
| --------------- | --------------- |
| GameRankings    | 82,95 %         |

Обозреватель сайта 3DNews Daily Digital Digest Алексей Апанасевич дал игре 8.6 баллов из 10 возможных, отметив хорошую графику и музыкальное сопровождение, а также интересный игровой процесс. К недостаткам были отнесены её относительная сложность и редкие технические проблемы
Рецензент журнала Игромания Станислав Степанченко оценил игру на 8 баллов. Из положительных сторон им были упомянуты сюжет и сеттинг, а также система технологического развития. К отрицательным сторонам он отнёс безликость героев и тактический режим боёв.
Игра стала выбором редакции сайта itc.ua за сентябрь 2014 года. Дополнение «Tempest» получило от автора сайта Олега Данилова 4,5 балла.
Летом 2018 года, благодаря уязвимости в защите Steam Web API, стало известно, что точное количество пользователей сервиса Steam, которые играли в игру хотя бы один раз, составляет 1 516 227 человек.